# Alexander Henderson (Theologe)

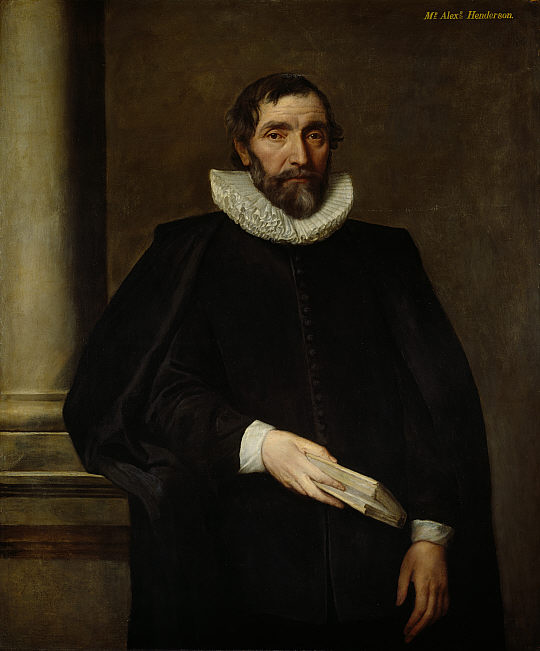
Alexander Henderson

Alexander Henderson (* um 1583 zu Criech in Fifeshire; † 19. August 1646 in Edinburgh) war ein schottischer Theologe.

## Leben
Neben John Knox hat die schottische Kirche niemand so sehr beeinflusst wie Alexander Henderson. Ursprünglich war er ein Anhänger der bischöflichen Staatskirche und wurde deshalb 1612 als Pfarrer in der rebellischen Gemeinde Leuchars eingesetzt. Der Widerstand des Dorfes brachte ihn nach jahrelangen Kämpfen dazu, die Seite zu wechseln, und er wurde zu einem führenden Gegner der bischöflichen Hierarchie und der englischen Oberherrschaft über die Kirche.
Nach der Unterzeichnung des National Covenant im Jahre 1638 wurde er zum Moderator für die Generalversammlung der schottischen Kirche in Glasgow ernannt, welche die Bischöfe absetzte und gegen den Widerstand des englischen Königs Karl I. die presbyterianische Kirchenverfassung einführte. 1639 wurde Henderson Pfarrer in Edinburgh und 1640 wurde er zum Rektor der Universität Edinburgh gewählt. 1641 und 1643 leitete er wiederum die kirchliche Generalversammlung und 1643 bis 1646 war er Mitglied in der Westminstersynode, einem Ausschuss des Langen Parlamentes von England, welcher eine Reorganisation der englischen Kirche nach schottischem Muster durchführen sollte.